# サンチャ・ゴメス

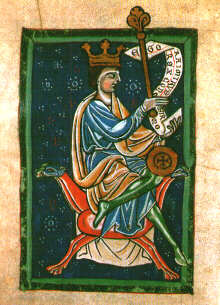
サンチャの夫ラミロ3世（中世のミニアチュール）

サンチャ・ゴメス（スペイン語：Sancha Gómez, ? - 983年ごろ）は、レオン王ラミロ3世の妃。

## 生涯
サンチャはサルダーニャ伯ゴメス・ディアスとムニアドナ・フェルナンデスの娘である。母ムニアドナ・フェルナンデスはカスティーリャ伯フェルナン・ゴンサレスとパンプローナサンチャ・サンチェスの娘であった。979年ごろにレオン王ラミロ3世と結婚した。
サンチャは983年ごろに死去したとみられるが、正確な没年は不明である。サンチャはサン・イシドロ・デ・レオン聖堂の王室霊廟に埋葬され、後に夫ラミロ3世も同所に改葬された。

## 子女
ラミロ3世との間に1男が生まれた。
- オルドーニョ・ラミレス（981年頃 - 1024年以前） - レオン王ベルムード2世とベラスキタ・ラミレスの娘クリスティーナと結婚